# Beaurepaire (Vendée)
Beaurepaire je francouzská obec v departementu Vendée v Pays de la Loire.